# Арсенио Валпорт
Арсенио Джърмейн Седрик Валпорт (на нидерландски: Arsenio Jermaine Cedric Valpoort) е нидерландски футболист, който играе на поста ляво крило.

## Кариера
Валпорт започва кариерата си в Хееренвеен. След това играе последователно за Зволе, Ференцварош, Валвейк, Бейтар Йерусалим, Алмере Сити, Бусан Ай Парк, Руселаре, Екселсиор, Дордрехт, Ермис Арадипу, Егнатия и Персебая.
На 7 септември 2022 г. нидерландецът е обявен за ново попълнение на Хебър. Дебютира на 10 септември при загубата с 1:0 като гост на Черно море.

## Национална кариера
На 8 септември 2019 г. Арсенио дебютира в приятелски мач за националния отбор на Нидерландия до 20 г., при загубата с 2:1 като гост на националния отбор на Турция до 21 г.